# Gornja Bistra
 Gornja Bistra  falu Horvátországban Zágráb megyében. Közigazgatásilag Bistra községhez tartozik.

## Fekvése
Zágrábtól 14 km-re északnyugatra, községközpontjától 4 km-re északkeletre a Korpona folyó és a Medvednica-hegység közötti dombos vidéken fekszik.

## Története
Bistra neve 1209-ben bukkan fel először írott forrásban II. András király oklevelében, melyben Bistrán kívül a Poljanica birtokot és a Szent Miklós plébániát is megemlíti. Az Orsich-kastélyt 1770 és 1775 között építette gróf Orsich II. Kristóf császári altábornagy Zágráb vármegye főispánja barokk stílusban. A gornja stubicai kastély a család téli, a gornja bistrai a nyári rezidenciájaként működött. A francia forradalmat követően a francia emigráns Carion gróf vásárolta meg. A család utolsó tagja 1939-ben a birtokkal együtt egy sunjai bőrgyárosnak a Kolar családnak adta el. 1946-ban államosították, majd 1959-ben gyermekkórháznak alakították át, melyet Zágráb városának költségvetéséből finanszíroztak. 1969-től a krónikus gyermekbetegségeket kezelő gyógyintézatként működik. Mintegy százötven egy és tizennyolc év közötti gyermeket gondoznak itt.
A falunak 1857-ben 495, 1910-ben 1088 lakosa volt. Trianon előtt Zágráb vármegye Zágrábi járásához tartozott. 2011-ben 1815 lakosa volt. 

## Lakosság
| Lakosság változása | Lakosság változása | Lakosság változása | Lakosság változása | Lakosság változása | Lakosság változása | Lakosság változása | Lakosság változása | Lakosság változása | Lakosság változása | Lakosság változása | Lakosság változása | Lakosság változása | Lakosság változása | Lakosság változása | Lakosság változása |
| ------------------ | ------------------ | ------------------ | ------------------ | ------------------ | ------------------ | ------------------ | ------------------ | ------------------ | ------------------ | ------------------ | ------------------ | ------------------ | ------------------ | ------------------ | ------------------ |
| 1857               | 1869               | 1880               | 1890               | 1900               | 1910               | 1921               | 1931               | 1948               | 1953               | 1961               | 1971               | 1981               | 1991               | 2001               | 2011               |
| 495                | 553                | 640                | 752                | 923                | 1088               | 1075               | 1183               | 1392               | 1409               | 1412               | 1329               | 1420               | 1569               | 1629               | 1815               |

## Nevezetességei
Az Orsich-kastély 18. századi egyemeletes háromszárnyú barokk épület. Főbejáratához mintegy nyolcvan méter hosszú gyertyánfasor vezet. A főhomlokzatot gazdagon díszítették, tizenöt ablakkal és három rizalittal tagolták. A középső rizalit félkör alakban nyúlik előre a főhomlokzatból. Ebben található az épületegyüttes központ része a nagycsarnok. Alul a főbejárat felett az Orsich család címere az 1773-as évszámmal. Legfelül háromszög alakú attika zárja, mely alatt egy koronás, oroszlános dombormű látható. A nagycsarnok ovális alakú, felül kupolával záródik. A falakat és a kupolát, mitológiai témájú falfestmények díszítik. A kupolán a festés dátuma az 1778-as évszám látható. Említésre méltó még a kastély kápolnája, mely at épület nyugati szárnyát zárja le. A kápolna két emelet magasságú, felül csehboltozottal. Egy főoltára és két mellékoltára van, az oltárok mögött festett építészeti alakzatokkal. A falakat barokk freskók borítják. A kialakított karzaton foglalt egykor helyet a kastély ura. A portál zárókövének felirata szerint a kápolna 1774-ben készült el. A kápolna tetőzete felett kis tornyocska található. A kastélyt szép park övezi, melyet valószínűleg a 19. század végén alakítottak ki. A park díszeiből fennmaradt a szökőkút, a gyerrtyánfasor és az egykori konyhakert kapuja. Az egykori tónak csak alig kivehető nyomai maradtak. A parkban számos faritkaság és díszcserje található. A kastélyt 1961-ben műemléki védettség alá helyezték, környezete helyi védelem alatt áll.
A sljemei Szűzanya, a horvátok királynője tiszteletére szentelt plébániatemploma 1932-ben épült Juraj Denzler tervei alapján. A zöld kőből épült templom, harmonikusan illeszkedik a környező erdő hangulatához. Az őshonos építőanyagok (kő, fa) felhasználásával épített külső formájú épület különleges kultúrtörténeti, építészeti, építészettipológiai és környezeti értékei miatt a horvát modern építészet egyik fő képviselője.